# Saasa
Saasa is een  dorp in de Duitse gemeente Eisenberg in het Saale-Holzland-Kreis in Thüringen. Het dorp wordt voor het eerst genoemd in 1281. Tot 1964 was het een zelfstandige gemeente. Inmiddels is het grotendeels opgeslokt door de stad Eisenberg.